# Andrei Báthory

Blazonul nobiliar al familiei Báthory, de genere Gutkeled

Andrei Báthory (în latină Andreas Bathoreus, în poloneză Andrzej Batory, în maghiară András Báthory) (n. 1563, Șimleu Silvaniei – d. 3 noiembrie 1599, Sândominic) a fost din 1589 arhiepiscop de Varmia, apoi, în anul 1599, principe al Transilvaniei și suzeran al Țării Românești.

## În Polonia
A crescut la Cracovia, la curtea lui Ștefan Báthory, unchiul său, devenit rege al Poloniei și Lituaniei în decembrie 1575. După moartea unchiului său la sfârșitul anului 1586 a fost sprijinit de cancelarul Jan Zamoyski pentru moștenirea coroanei, însă regina Ana de Jagiello, văduva lui Ștefan Báthory, a reușit să impună pe tronul Poloniei pe propriul ei nepot, Sigismund Vasa. În aceste condiții Andrei Báthory, cardinal încă din 1584, a obținut în 1589 demnitatea de principe-arhiepiscop de Varmia, pe care a păstrat-o până la moarte.

## Situația din Moldova
În data de 24 aprilie 1595 Sigismund Báthory, principe al Transilvaniei și văr cu Andrei Báthory, l-a înlăturat pe Aron Tiranul de pe tronul Moldovei și l-a impus pe Ștefan Răzvan, care a recunoscut suzeranitatea lui Sigismund (pro-habsburgic). Ieremia Movilă, celălalt pretendent la tronul Moldovei, a recunoscut pe 27 august 1595 suzeranitatea polonă și a declarat Moldova drept "membru credincios și inseparabil" al coroanei polone. Pe 13 decembrie 1595, în lupta de la Areni, oastea polonă condusă de cancelarul Zamoyski a înfrânt oastea lui Ștefan Răzvan și l-a impus pe Ieremia Movilă pe tronul Moldovei.

## În Transilvania
În data de 26 octombrie 1596, în Bătălia de la Keresztes (în apropiere de Eger), forțele unite ale imperialilor și ale lui Sigismund Báthory au fost înfrânte de oastea otomană. Pe 29 martie 1599 Sigismund Báthory a renunțat la tronul Transilvaniei. Dieta Transilvaniei l-a ales principe pe cardinalul Andrei Báthory, apropiat al politicii polone, ceea ce a însemnat renunțarea Transilvaniei la o politică ofensivă față de Imperiul Otoman. 
În data de 26 iunie 1599 domnul Țării Românești, Mihai Viteazul, care în decembrie 1596 (după bătălia de la Keresztes) făcuse pace cu turcii și primise steag de domnie de la Înalta Poartă, a încheiat la Târgoviște un tratat cu Andrei Báthory, prin care recunoștea suzeranitatea acestuia și-i promitea că-l va anunța asupra oricărei primejdii. În schimb Andrei Báthory a recunoscut domnia ereditară asupra Țării Românești în familia lui Mihai Viteazul.
Mihai Viteazul, ca și împăratul Rudolf al II-lea, dorea înlăturarea lui Andrei Bathory și scoaterea Transilvaniei din sistemul politic polon favorabil alianței otomane.
În octombrie 1599 Mihai Viteazul îl învinge la Șelimbăr pe Andrei Bathory, intră în Alba Iulia proclamându-se domn al Transilvaniei.

## Sfârșitul vieții

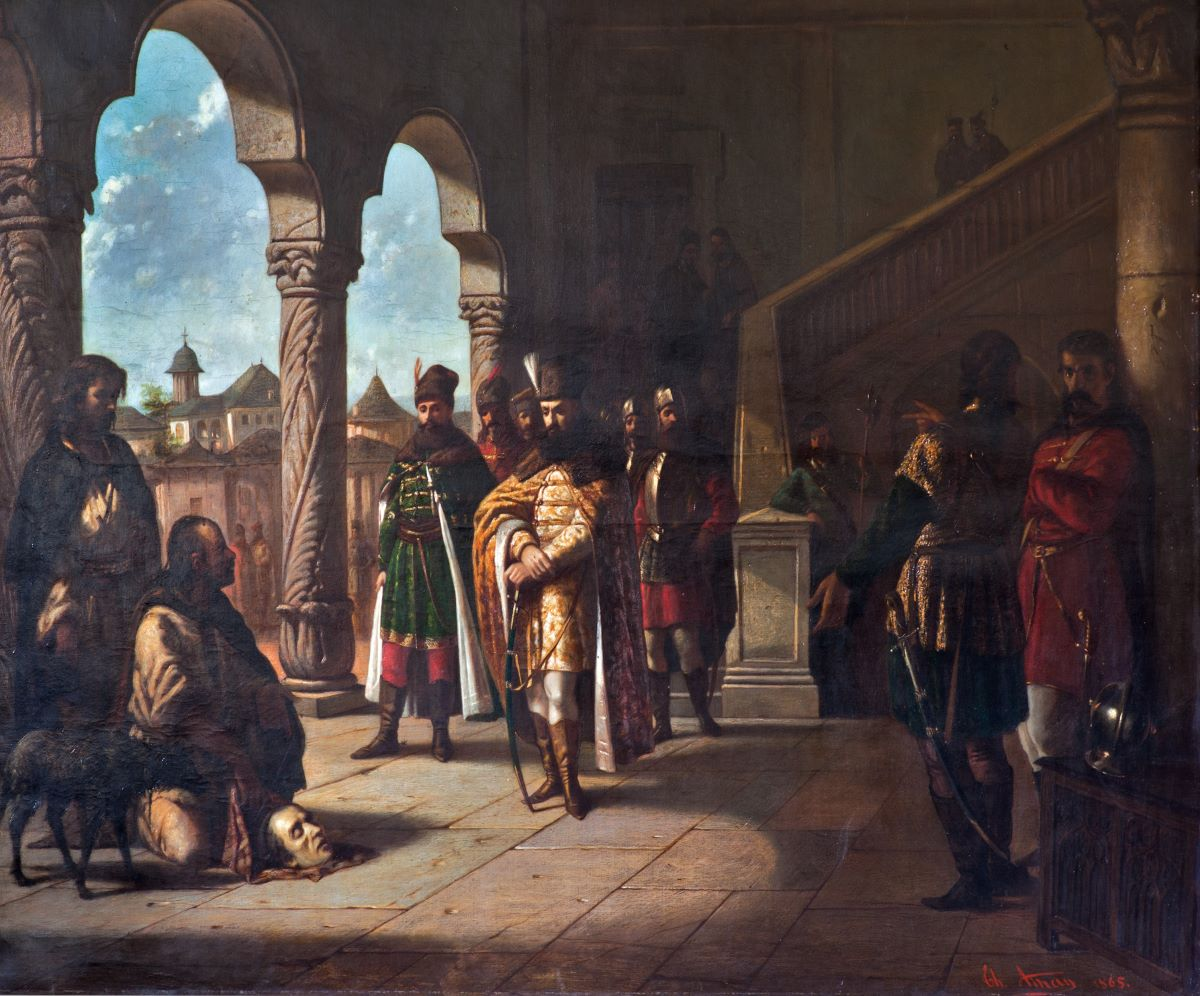
Secui prezentându-i capul cardinalului Andrei Báthory voievodului Mihai Viteazul, după Bătălia de la Șelimbăr. Pictură de Theodor Aman.

Armata nobilimii maghiare din Transilvania fiind zdrobită la Șelimbăr, la 28 octombrie 1599, în apropiere de Sibiu, de trupele lui Mihai Viteazul, cu ajutorul secuilor (cărora Mihai le promisese restabilirea privilegiilor), cardinalul, încercând să se refugieze în Polonia, prin Moldova (fiind însoțit de câțiva nemeși), să-și salveze viața, a fost capturat și ucis, de niște iobagi secui, trei zile mai târziu, în apropiere de satul Sândominic, din actualul județ Harghita.
Capul cardinalului i-a fost prezentat lui Mihai, la Alba Iulia, iar acesta a poruncit să fie adus și corpul cardinalului. Cardinalul a fost înmormântat, cu cinste, în Catedrala Sf. Mihail din localitate, la 24 noiembrie,  la funeralii mergând și Mihai, „cu lumânarea aprinsă, în mână”, după sicriu.